# Marco Antonio Di Renzo

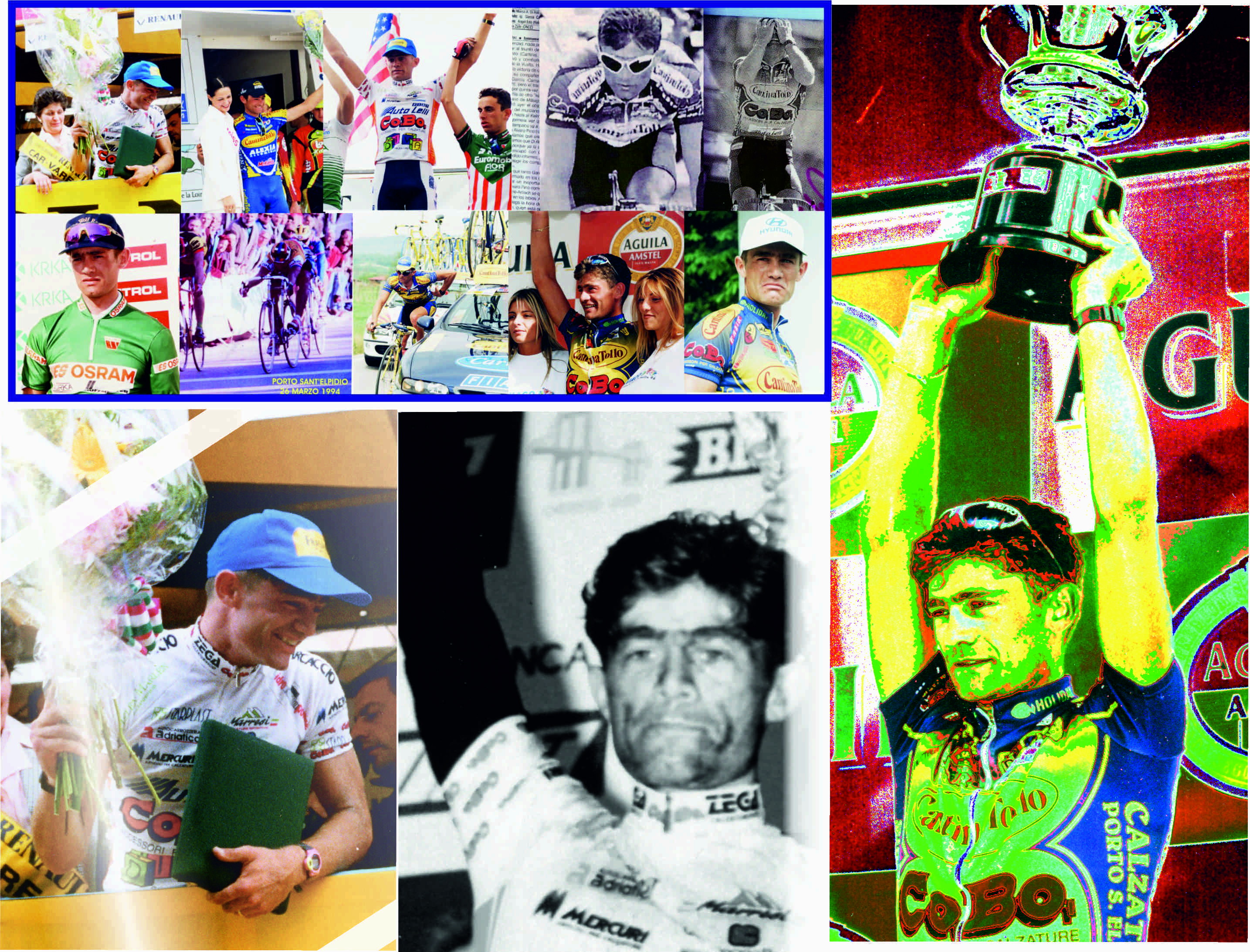
RACCOLTA FOTOGRAFICA CARRIERA

Marco Antonio Di Renzo (Plochingen, 1º agosto 1969) è un ex ciclista su strada italiano.

## Carriera

### Gli esordi
Di Renzo inizia a gareggiare all'età di undici anni con il G.S. Marchionno di Paglieta. Nella categoria giovanili in tre anni vince venti gare. Nella categoria allievi passa alla De Luca Iezzi di Scafa dove in due anni si impone una volta su strada e quattro volte su pista. Nella categoria Juniores, sempre nella stessa formazione, vince al primo anno una gara su strada e tre su pista, mentre al secondo anno vince nove volte su strada e quattro su pista. Approda al dilettantismo e nei primi tre anni ottiene pochi risultati tanto che decide di abbandonare la carriera nel 1989. Nel 1992, dopo una breve permanenza tra i cicloamatori, ritorna a gareggiare per il G.S. Bar D'Orazio dove in due anni vince sei gare per poi approdare all'Autolelli di Vincenzo Santoni dove vince dieci gare tra nazionali e internazionali.

### 1996-2000 il professionismo
Professionista dal 1996 con la squadra ciclistica Cantina Tollo-CoBo.
Il primo anno da professionista conquista quattro vittorie di tappa. I due anni successivi prende parte al Giro d'Italia dove si mette in mostra con qualche fuga, ma in entrambe le edizioni conclude all'ultimo posto. Nel 1998 si aggiudica il Tour de Vendée.
Nel 1998 e 1999 prende parte alla Milano-Sanremo: in entrambi i casi resta allo scoperto per oltre 200 chilometri prima di essere raggiunto dal gruppo. Nel 1999 giunge terzo in una tappa del Giro di Danimarca.
Nel 2000, anno del suo ritiro, conquista il quinto posto nella corsa di casa, il Trofeo Matteotti, che si svolge annualmente a Pescara.

## Palmarès

### Strada
- 1995

Giro ciclistico della provincia di Cosenza
Targa d'oro città di Varese
Trofeo Adolfo Leoni
- 1996

Prologo Giro di Slovenia
2ª tappa Giro di Slovenia
11ª tappa Vuelta a España
3ª tappa Cagliari-Nuoro del Giro di Sardegna
- 1998

Tour de Vendée

## Piazzamenti

### Grandi Giri
- Giro d'Italia

1997: 110º
1998: 94º
- Vuelta a España

1996: 102º
1997: ritirato